# Operation Narcissus
Operation Narcissus var et raid under 2. verdenskrig. 10. juli 1943 landede 40 mænd fra Special Air Service på Siciliens sydøstkyst for at erobre et fyrtårn og det omkringliggende land.
Trods efterretninger om, at der var soldater i området, var det forladt, og man så ingen trussel mod de nærliggende landgange. Tropperne trak sig tilbage uden at have affyret nogen skud.